# Biscutella fontqueri
Biscutella fontqueri Guinea & Haywood  är en korsblommig växt som ingår i släktet Biscutella och familjen korsblommiga växter.

## Beskrivning
Inga underarter finns listade i Catalogue of Life.

## Etymologi
- Släktnamnet Biscutella härleds från — — —
- Artepitetet fontqueri är en eponym hedrande Pius Font Quer på förslag av — — —